# R.I.P.D.
R.I.P.D., även skriven under titeln R.I.P.D.: Rest in Peace Department, är en amerikansk övernaturlig actionkomedifilm från 2013, med Jeff Bridges och Ryan Reynolds i huvudrollerna. Filmen är regisserad av Robert Schwentke, och har fått sitt manus skrivet av Phil Hay och Matt Manfredi, som är baserat på Peter M. Lenkov och Lucas Marangons serietidning med samma namn. Andra skådespelare som medverkar i filmen är bland annat Kevin Bacon, Mary-Louise Parker, Stéphanie Szostak, och Marisa Miller.
Inspelningen av filmen blev klar den 28 januari 2012. Den skulle från början haft sin amerikanska biopremiär den 28 juni 2013, men blev uppskjuten med tre veckor, till den 19 juli 2013. I Sverige släpptes filmen på DVD, vilket den gjorde den 8 januari 2014.

## Handling
Filmens handling kretsar kring Boston-polisen Nick Walker, som efter att ha blivit skjuten och mördad av sin kollega Bobby Hayes, blir rekryterad av den odödliga polisorganisationen R.I.P.D. (Rest in Peace Department). Väl på plats i denna polisorganisation, så bestämmer sig Nick för att göra allt han kan, för att leta rätt på sin mördare, det vill säga Bobby Hayes själv.

## Rollista (i urval)
| Jeff Bridges       | – Roicephus "Roy" Pulsipher |
| Ryan Reynolds      | – Nick Walker               |
| Mary-Louise Parker | – Mildred Proctor           |
| Kevin Bacon        | – Bobby Hayes               |
| Stéphanie Szostak  | – Julia Walker              |
| Marisa Miller      | – Opal Pavlenko             |
| James Hong         | – Jerry Chen                |
| Devin Ratray       | – Pulaski                   |
| Robert Knepper     | – Stanley Nawicki           |
| Mike O'Malley      | – Elliot                    |
| Larry Joe Campbell | – Konstapel Murphy          |